# Внешнеэкономическая деятельность
Внешнеэкономическая деятельность (сокр. ВЭД) — совокупность функций предприятий, ориентированных на мировой рынок, с учётом избранной внешнеэкономической стратегии, форм и методов работы на зарубежных рынках.
В «Большой российской энциклопедии» указано, что Внешнеэкономи́ческая де́ятельность, деятельность хозяйствующих субъектов, связанная с внешней торговлей и трансграничной торговлей товарами, работами, услугами, результатами интеллектуальной деятельности, инвестированием, производственной кооперацией, осуществлением финансовых операций, а также деятельность государства по регулированию этих отношений и развитию экономического сотрудничества с международными организациями, иностранными государствами и зарубежными хозяйствующими субъектами. ВЭД относится к рыночной сфере, базируется на критериях предпринимательской деятельности, структурной связи с производством и отличается правовой автономностью и экономической, а также юридической независимостью от отраслевой ведомственной опеки. Исходным принципом ВЭД предприятий служит коммерческий расчёт на основе хозяйственной и финансовой самостоятельности и самоокупаемости с учётом собственных валютно-финансовых и материально-технических возможностей.

## Правовое регулирование внешнеэкономической деятельности
Основные нормативные акты, регулирующие внешнеэкономическую деятельность:
- Конвенция Организации Объединённых Наций (ООН) о признании и исполнении иностранных арбитражных решений (Нью-Йорк, 1958 год.);
- Конвенция ООН о договорах международной купли-продажи товаров (Вена, 1980 год.);
- Таможенный кодекс Евразийского экономического союза;
- Таможенный кодекс Российской Федерации (России);
- Конвенция Содружества Независимых Государств (СНГ) о правовой помощи и правовых отношениях по гражд., семейным и уг. делам (Минск, 1993 год.);
- Соглашение о порядке разрешения споров, связанных с осуществлением хоз. деятельности (Киев, 1992 год.);
- Федеральный закон Российской Федерации (ФЗ России) № 183-ФЗ «Об экспортном контроле», от 18 июля 1999 года.[2];
- Федеральный Закон (ФЗ) «О валютном регулировании и валютном контроле» 2003 год.;
- ФЗ России «Об основах государственного регулирования внешнеторговой деятельности» 2003 год.;
- ФЗ России «Об иностранных инвестициях» 1999 год;
- ФЗ России «О соглашениях о разделе продукции» 1995 год.

Также, ключевое место в регулировании внешнеторговой деятельности единой таможенной территории Таможенного союза ЕАЭС занимает Таможенный кодекс Таможенного союза.

## Виды ВЭД
Различают следующие виды ВЭД:
1. внешнеторговая деятельность — это предпринимательство в области международного обмена товарами, работами, услугами, информацией и результатами интеллектуальной деятельности;
2. производственная кооперация — форма сотрудничества между иностранными партнерами в процессе технологического разделения труда;
3. международное инвестиционное сотрудничество — объединения усилий в целях расширения базы развития и выпуска экспортной продукции и т. п.
4. валютные и финансово-кредитные операции — сопровождающие любую внешнеторговую сделку обеспечение платежа через конкретные формы расчёта, а также валютных операций, совершаемых в целях избежания курсовых потерь.

### Внешнеторговая деятельность
Внешнеторговая деятельность — это предпринимательство в области международного обмена товарами, работами, услугами, информацией и результатами интеллектуальной деятельности.
Она является совокупностью внешнеэкономических функций субъекта хозяйствования:
1. производственно-хозяйственные — выбор экспортной стратегии, производство экспортной продукции, установление связей с внутренними партнерами;
2. организационно-экономические — процесс выхода на внешний рынок, планирование внешнеторговой операции, организация рекламы, выбор форм и методов работы на внешнем рынке;
3. оперативно-коммерческие — подготовка и исполнение внешнеторговой сделки и всех сопутствующих ей процессов, а именно транспортировку, страхование и т. д.

### Производственная кооперация
Производственная кооперация в составе ВЭД предприятий и фирм также представляет одну из форм сотрудничества между иностранными партнёрами в различных, но конструктивно связанных между собой процессах технологического разделения труда. Сам технологический процесс разделения труда означает распределение его участников в цепи создания и реализации продукции по основным его фазам, от изучения потребностей на внутренних и внешних рынках до доведения её до конечных потребителей.
Производственная кооперация характерна для однородных сфер производства и обращения, для научно-технической, инвестиционной и сервисной областей, например, для обрабатывающей промышленности.
Согласованность действий партнёров в рамках производственной кооперации достигается путём:
- взаимного планирования экспортной и импортозамещающей продукции;
- прогнозирования и совместного ведения научных разработок, обеспечения их необходимой аппаратурой, приборами и материалами, испытательными стендами и научно-технической информацией;
- организации процесса подготовки кадров.

При этом собственность кооперантов не обособляется, а сотрудничество обеспечивается на возмездной основе и строится по принципу прямых связей между производителями однородной продукции.

### Международное инвестиционное сотрудничество
Международное инвестиционное сотрудничество предполагает одну из форм взаимодействия с иностранными партнерами на основе объединения усилий финансового и материально-технического характера. Целями такого сотрудничества являются расширение базы развития и выпуска экспортной продукции, её систематическое обновление на основе критериев конкурентоспособности и облегчение процессов её реализации на внешнем рынке. Подобные задачи могут быть решены за счёт организации, например, совместного производства. Совместное предпринимательство возможно прежде всего на базе обмена технологиями, услугами с последующим распределением программ выпуска продукции и её реализации, а также в форме образования и функционирования концессий, консорциумов, акционерных компаний, международных неправительственных организаций и т. п.

### Валютные и финансово-кредитные операции
Валютные и финансово-кредитные операции предприятий и фирм следует рассматривать в первую очередь как содействующие, сопровождающие любую внешнеторговую сделку в виде финансовых обязательств, связанных с обеспечением платежа за поставленную продукцию через конкретные формы расчета, а также валютных операций, совершаемых в целях избежания курсовых потерь.
Немаловажным сектором внешнеэкономического комплекса является участие в международных организациях, будь то правительственных или не правительственных. В современных международных отношениях международные организации играют существенную роль как форма сотрудничества государств и многосторонней дипломатии. Для межгосударственной организации характерны следующие признаки: членство государств; наличие учредительного международного договора; постоянные органы; уважение суверенитета государств-членов. С учётом этих признаков можно констатировать, что международная межправительственная организация — это объединение государств, учрежденное на основе международного договора для достижения общих целей, имеющая постоянные органы и действующая в общих интересах государств — членов при уважении их суверенитета.

## Классификация субъектов ВЭД

### По профилю ВЭД
По профилю ВЭД делятся на:
1. производители-экспортеры без посредников
2. посредники
3. содействующие организации

К производителям-экспортерам без посредников относятся:
1. производственные объединения
2. консорциумы
3. совместные предприятия СП
4. производственные кооперативы
5. транспортные компании
  - железнодорожные
  - морские транспортные компании
  - автомобильные транспортные компании
  - воздушные транспортные компании

К организациям посредникам относятся:
1. специализированные внешнеэкономические организации (ВО) Министерства торговли Российской Федерации (Минторговли России)
2. отраслевые внешнеэкономические объединения
3. смешенные общества (СО)
4. торговые дома

К содействующим организациям относятся:
1. ассоциации внешнеэкономического сотрудничества
2. международные неправительственные организации
3. другие содействующие организации

### По характеру внешнеторговых операций
По характеру внешнеторговых операций различают:
- специализированных посредников — значительная часть мирового товарооборота осуществляется через них
  1. простой посредник (брокер)
  2. поверенный посредник
  3. комиссионер
  4. консигнатор
  5. агент — посредник
  6. дистрибьютор
  7. дилер
- экспортёров
- импортеров

В соответствии с положениями ГК России юридические лица, исходя из избранной целевой деятельности, выступают как коммерческие или некоммерческие организации.
В зависимости от характера операций различают чисто торговые, комиссионные, агентские и брокерские торгово-посреднические фирмы.